# Wyszogródek (gmina)
Wyszogródek (lub Wyżgródek, Wyszegródek) – dawna gmina wiejska istniejąca do 1939 roku w woj. wołyńskim (obecnie na Ukrainie). Siedzibą gminy był Wyszogródek (lub Wyżgródek).
Miejscowości gminy w 1921: Bereżanka, Białka Mała, Białka Wielka, Bieletczyn (futor), Buhłów, Domaninka Mała, Domaninka Wielka, Korostowa, Korżkowce, Kuśkowce Małe, Kutyski, Lulińce, Martyszkowce, Ohryzkowce, Pańkowce, Pieczorna, Sokolówka, Wereszczaki, Właszczyńce, Wolica.
W okresie międzywojennym gmina Wyszogródek należała do powiatu krzemienieckiego w woj. wołyńskim. Była to najdalej na południe wysunięta gmina woj. wołyńskiego. 1 stycznia 1924 roku z części jej obszaru – wsie Kraskowce i Wolica – (a także z części gminy Białozórka i z obszaru zniesionej  gminy Pańkowce), utworzono nową gminę Łanowce. 1 października 1933 roku do gminy Wyszogródek przyłączono część obszaru zniesionej gminy Wierzbowiec.
Według stanu z dnia 4 stycznia 1936 roku gmina składała się z 22 gromad. Po wojnie obszar gminy Wyszogródek wszedł w struktury administracyjne Związku Radzieckiego.